# Blekko
Blekko est un moteur de recherche participatif sur Internet dont le but est de fournir des résultats de confiance et en excluant des informations proposées par des sites tels qu'une ferme de contenus. Le site, lancé publiquement 1er novembre 2010, utilise des balises dynamiques pour fournir et partager ses résultats.

## Histoire
Après que sa société Newhoo a été rachetée par Netscape sous le nom d'Open Directory Project, Rich Skrenta crée Blekko en 2007.
La société lève 24 millions de dollars sous la forme de capital-investissement auprès de personnalités telles que le fondateur de Netscape Marc Andreessen et Ron Conway, mais également auprès de U.S. Venture Partners et CMEA Capital.
Le 27 mars 2015, la société a été rachetée par le groupe IBM Watson!, fermant par la même occasion le service.

## Objectif
L'objectif de l'entreprise est de fournir des résultats de recherche utiles sans les liens non contextuels souvent fournis par les sociétés concurrentes, sur la base de critères développés par les éditeurs de Blekko,.

## Financement
Blekko prévoit de vendre de la publicité basée sur les balises éditées par ses utilisateurs et sur les résultats des requêtes. Blekko prévoit de fournir des informations sur son algorithme pour le classement des requêtes, incluant les détails des liens entrants vers des sites spécifiques.

## Technologie
Blekko se base sur la création de balises dynamiques dénommées slashtags par l'entreprise. Celles-ci sont créées et modifiées par les utilisateurs inscrits pour structurer l'information et améliorer la pertinence des recherches. Les critères affichés par l'entreprise seraient le respect de « droits de recherches » présentés comme suit :
1. la recherche sur le Web doit être ouverte ;
2. le résultat des recherches sur le Web doit impliquer les individus ;
3. les données de classement ne doivent pas être tenues secrètes ;
4. les données du Web doivent être facilement accessibles ;
5. il n'existe pas de solution unique pour tous pour la recherche sur le Web ;
6. la recherche améliorée sur le Web doit être accessible ;
7. les outils des moteurs de recherche doivent être ouverts à tous ;
8. la recherche sur le Web et le partage communautaire collaborent main dans la main ;
9. le spam ne doit pas faire partie des résultats de recherche sur le Web ;
10. la confidentialité des utilisateurs ne sera pas violée.